# Alhassane Issoufou
Alhassane Dante Issoufou (ur. 9 sierpnia 1976 w Niamey) – piłkarz nigerski grający na pozycji napastnika.

## Kariera klubowa
Issoufou jest wychowankiem klubu JS du Ténéré ze stolicy Nigru, Niamey. W 1996 roku zadebiutował w pierwszej lidze nigerskiej. W 1997 roku odszedł do klubu Zumunta AC i grał w nim przez dwa lata.
W 1999 roku Issoufou przeszedł do Africa Sports National z Abidżanu. W 1999 roku wywalczył z nim mistrzostwo Wybrzeża Kości Słoniowej. W Africe Sports grał przez trzy sezony.
W latach 2001–2002 Issoufou grał w Algierii, w CA Bordj Bou Arreridj. W sezonie 2002/2003 był zawodnikiem rodzimego JS du Ténéré, a w sezonie 2003/2004 - belgijskiego KSC Lokeren, jednak nie rozegrał w nim żadnego ligowego meczu. W 2004 roku odszedł do burkińskiego Rail Club du Kadiogo. W 2005 roku wywalczył z tym klubem mistrzostwo Burkina Faso.
W 2006 roku Issoufou został piłkarzem algierskiego ASO Chlef. W 2007 roku wyjechał do Maroka i podpisał kontrakt z FUS Rabat. W 2010 roku zdobył z FUS Puchar Maroka i Puchar Konfederacji. W 2011 roku został zawodnikiem zespołu Raja Casablanca. Następnie grał w takich klubach jak: Ittihad Khemisset, Wydad Fès, Raja Beni Mellal i ASN Nigelec, w którym w 2014 zakończył karierę.

## Kariera reprezentacyjna
W reprezentacji Nigru Issoufou zadebiutował 5 lutego 1998 roku w przegranym 0:3 towarzyskim meczu z Marokiem, rozegranym w Marrakeszu. W 2012 roku został powołany do kadry na Puchar Narodów Afryki 2012, a w 2013 na Puchar Narodów Afryki 2013. Od 1998 do 2013 wystąpił w kadrze narodowej 30 razy i strzelił 3 gole.